# Club Deportivo Pepeganga Margarita Fútbol Club
Club Deportivo Pepeganga Margarita Fútbol Club, ou simplesmente Pepeganga Margarita foi um clube de futebol venezuelano. Fundado em 1985 com base no Estádio Guatamare de Porlamar na Ilha Margarita, o Pepeganga Margarita tinha seu uniforme principal nas cores amarela e azul.
O clube é conhecido por ser o detentor do recorde negativo de maior diferença de gols em um confronto de mata-mata da Copa Libertadores da América. Em 1990, na sua única participação neste torneio, o Independiente, da Argentina, eliminou o Pepeganga Margarita com um placar agregado de 9x0 (no jogo de ida, na Venezuela, placar de 6x0, e no de volta, 3x0).
Na primeira fase, o Pepeganga Margarita, enfrentou os uruguaios Defensor Sporting e Progreso, e seu compatriota Mineros de Guayana, conseguindo chegar às oitavas de final.

## História
Pepeganga Margarita nasceu em 1985 com o apoio da loja de departamentos Pepeganga. Um dos fatos mais notórios desde a sua fundação é que o time jogava localmente no campo de beisebol do Guatamare adaptado para o futebol. O clube consegue conquistar o título da segunda divisão venezuelana em 1987 pelo que acessa a primeira divisão para a temporada 1987/1988, sua segunda temporada na categoria mais alta foi surpreendente e alcançou o vice-campeonato, sendo superado em um ponto pelo Mineros de Guayana.
A temporada 1989/1990 foi a última atuação de Pepeganga Margarita, que teve que se retirar no final do campeonato por problemas financeiros, cedendo seus direitos ao Monagas Sport Club, desde a temporada 1990/1991.

### Dados e Estatísticas
- Fundação: 1985
- Última Temporada: 1990
- Temporadas na 1ª Divisão Venezuelana: 3 (1987/88, 1988/89 e 1989/90).
- Maiores vitórias alcançada:
  - Em campeonatos nacionais: Pepeganga 5 - Trujillanos FC 0 (1 de fevereiro de 1990).
  - Em torneios internacionais: Pepeganga 2 - Mineros de Guayana 1 (21 de março de 1990).
- Maiores derrotas:
  - Em campeonatos nacionais:
    - Pepeganga 1 - UD Lara 4 (15 de maio de 1988).
    - Caracas FC 4 - Pepeganga 1 (7 de fevereiro de 1990).

  - Em torneios internacionais:
    -  Independiente 6 - 0  Pepeganga 0 ( 4 de agosto de 1990 ).

## Conquistas
- Torneios da Primeira Divisão
  - Vice-campeão da Primeira Divisão da Venezuela (1): 1988/89.
- Torneios da segunda divisão
  - Campeão da Segunda Divisão Venezuelana (1): 1986/1987.